# Dzielnica czerwonych latarni

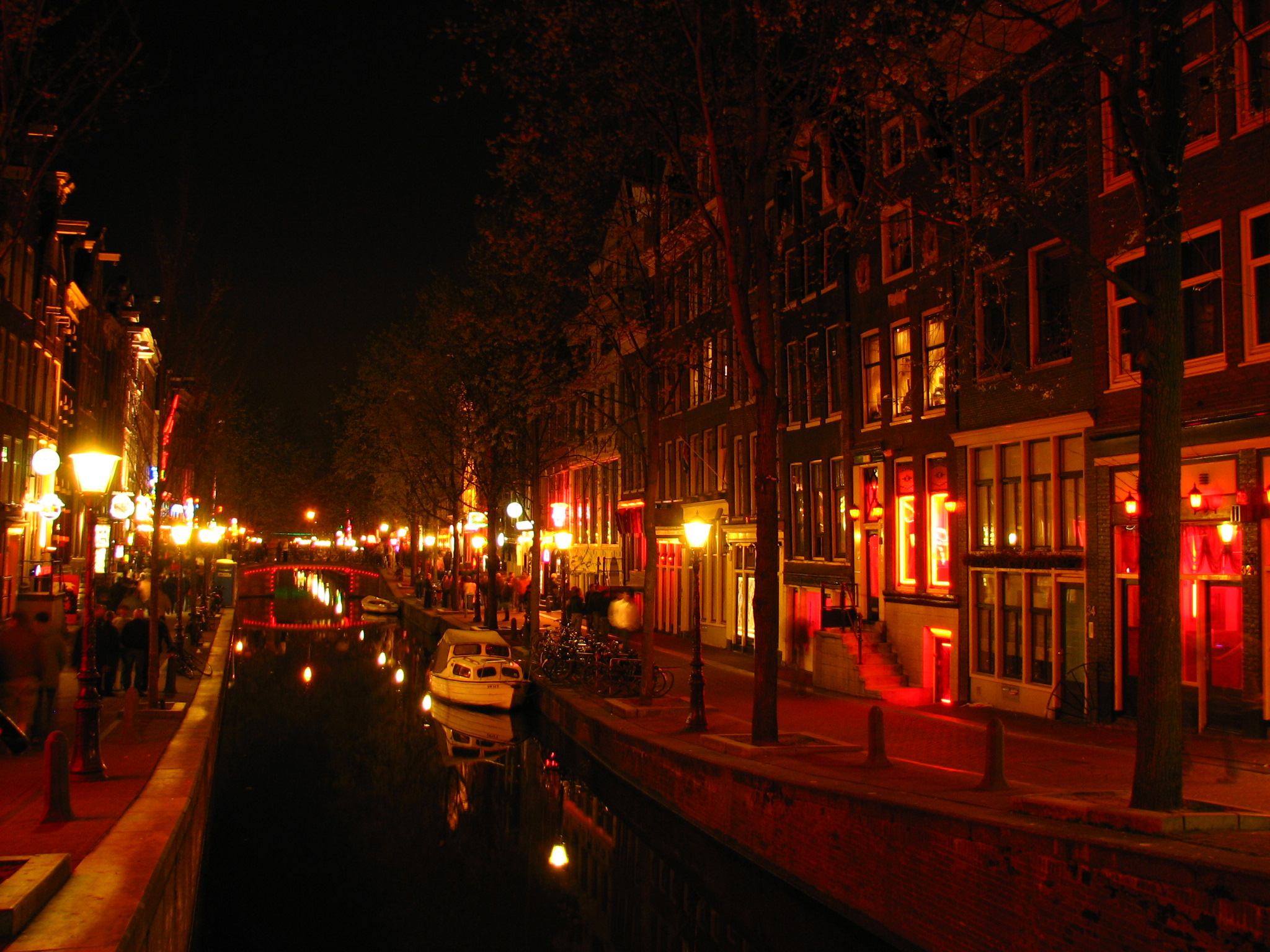
Dzielnica czerwonych latarni

Dzielnica czerwonych latarni – określenie dzielnicy, ulicy lub kwartału ulic, gdzie liczba miejsc świadczenia usług erotycznych jest ponadprzeciętna i doskonale dostrzegalna. Jak podaje Oxford English Dictionary angielska nazwa „red light district” pojawiła się w 1894 roku.
W Japonii do 1958 istniały oficjalne dzielnice Akasen, stąd tytuł filmu Kenji Mizoguchi z 1956 „Akasen chitai” (pol. Ulica hańby).

## Dzielnice
- De Wallen w Amsterdamie
- Rue d'Aerschot(inne języki) w Brukseli
- Schippersstraat w Antwerpii
- Istedgade(inne języki) w Kopenhadze
- St. Pauli w Hamburgu, główna ulica to Reeperbahn
- Bahnhofsviertel we Frankfurcie, główna ulica to Taunusstraße(inne języki)
- Calle Molino de Viento w Las Palmas
- Paceville na Malcie
- Stodolní w Ostrawie
- Frauentormauer(inne języki) w Norymberdze
- Pigalle w Paryżu
- Soho w Londynie
- Storyville w Nowym Orleanie
- Kings Cross (Sydney)(inne języki)
- Vivian Street(inne języki) w Wellington
- Kabukichō(inne języki), Ikebukuro(inne języki), Roppongi i Akasaka(inne języki) w Tokio
- Koganechō(inne języki) w Jokohamie
- Tobita Shinchi i Kita Shinchi w Osace
- Ponto-chō w Kioto
- Nakasu(inne języki) w Fukuoce
- Kokubunchō(inne języki) w Sendai
- Susukino w Sapporo
- Portland Street w Hongkongu
- Soi Cowboy w Bangkoku
- Walking Street(inne języki) w Pattaya
- Sonagachi w Kolkacie
- Kamathipura(inne języki) w Mumbaju
- G. B. Road w Nowym Delhi